# Nenúfares (Monet)

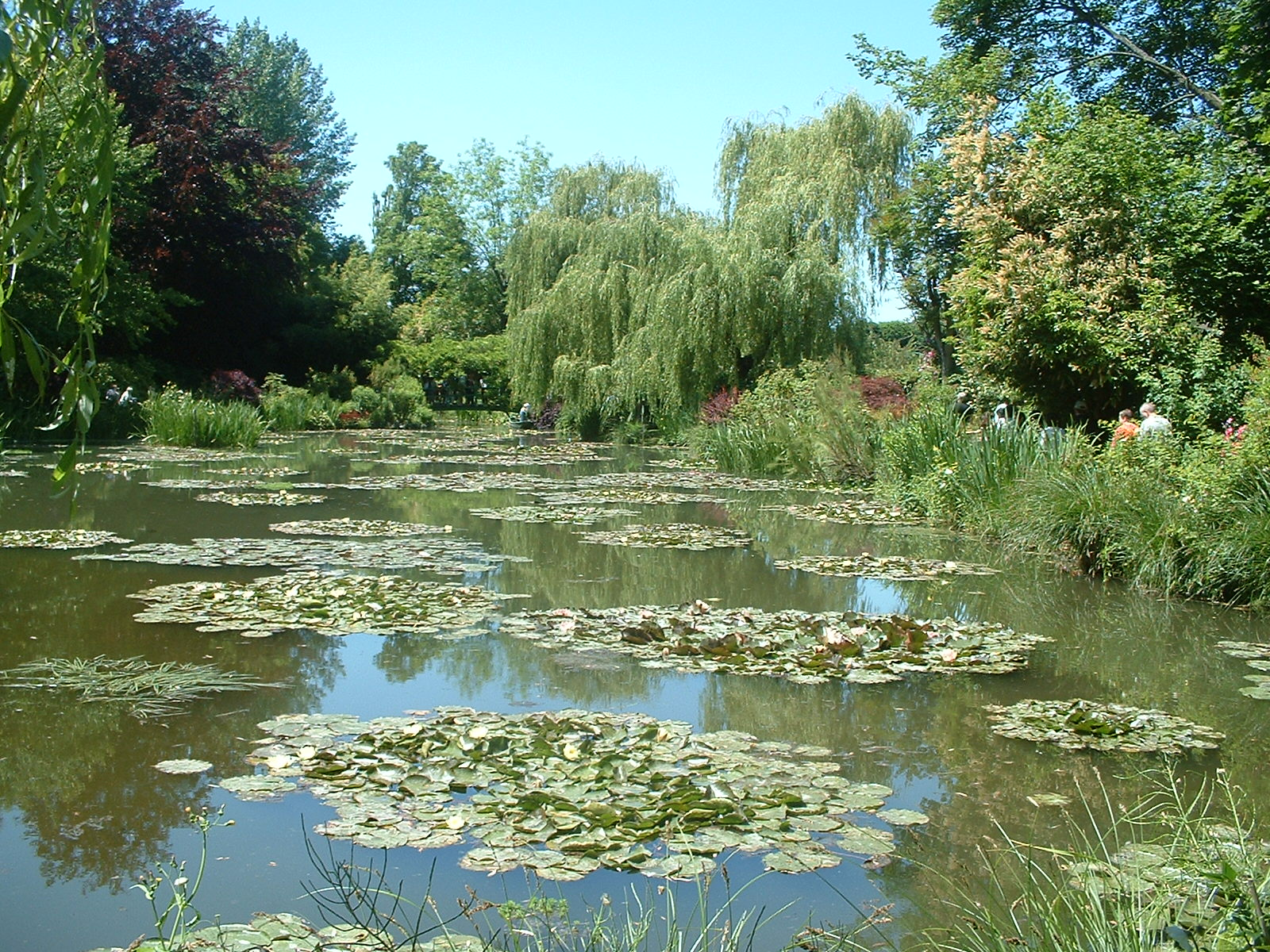
Nenúfares en los Jardines de Giverny.

Los nenúfares (en francés, Les nymphéas) es una serie de pinturas al óleo que ejecutó el pintor impresionista Claude Monet (aproximadamente 250 obras) al final de su vida, sobre amplios paneles, como el de la ilustración, que mide 219 × 602 cm, y que actualmente se exhiben en el Museo de la Orangerie de las Tullerías, en París, Francia. 
Estos inmensos paneles representan un lago. Son representaciones del Jardín de Giverny, lugar donde se instaló Monet con su familia y construyó una finca en 1890. Monet instaló allí un estanque con plantas exóticas que será el modelo de sus famosos nenúfares.
Monet los pintó para que quedaran suspendidos (dentro de una estancia circular) de modo que crean el efecto del transcurrir de un día o el de las cuatro estaciones que se develan ante los ojos del espectador.
En el Museo de la Orangerie están suspendidos en dos estancias ovales y suman ocho piezas. Los motivos le fueron proporcionados por los nenúfares del estanque de su jardín en Giverny. En efecto, en 1890 Monet había adquirido una casa en esa localidad. En su jardín construyó un puente japonés sobre un estanque que estaba repleto de nenúfares, conocido como «jardín de agua». Desde entonces y hasta el final de su vida pintó una y otra vez estas plantas acuáticas. Los nenúfares obtuvieron un gran éxito en 1909 y Monet profundizó en el estudio de estas plantas, con toda una serie de cuadros como Nenúfares en el crepúsculo (1910), que puede verse en la Kunsthaus de Zúrich.
Esta serie de composiciones cromáticas culminaron con el conjunto monumental pintado para estas dos salas de la Orangerie de París. El 12 de abril de 1922 Monet donó al estado francés 22 pinturas sobre este tema, que se realizaron entre 1920 y 1926.

## Biografía
- P. F. R. Carrassat, Maestros de la pintura, Spes Editorial, S.L., 2005. ISBN 84-8332-597-7
- HEINRICH, C. Monet, Taschen. 2004 ISBN 3-8228-6198-7